# Jakob Schaub (Politiker)
Jakob Schaub (* 26. Juli 1823 in Büdesheim; † 2. Februar 1877 in Ulrichstein) war ein hessischer Pfarrer und Politiker (NLP) und Abgeordneter der 2. Kammer der Landstände des Großherzogtums Hessen.
Jakob Schaub war der Sohn des Gutspächters Johann Jakob Konrad Schaub (1797–1880) und dessen Ehefrau Anna Wilhelmine, geborene Rück (1799–1877). Schaub, der evangelischen Glaubens war,  heiratete am 26. Mai 1856 in Berstadt Elisabeth geborene Schultheiß, die Tochter des Bürgermeisters Johannes Schultheiß.
Schaub studierte nach dem Besuch des Gymnasiums in Büdingen ab 1844 Theologie in Gießen und Tübingen, ab 1848 im Predigerseminar in Friedberg. Während seines Studiums wurde er 1845 Mitglied der Alten Gießener Burschenschaft Frankonia. 1852 bis 1855 war er Vikar in. Stumpertenrod. 1855 war er Pfarrverwalter in Londorf, 1855 bis 1857 in Ober-Widdersheim und 1857 bis 1859 in Echzell I. 1859 wurde er Pfarrer in Ulrichstein und blieb bis 1877 in dieser Stellung. Er war Mitglied der Landessynode.
Von 1872 bis 1877 gehörte er der Zweiten Kammer der Landstände an. Er wurde für den Wahlbezirk Oberhessen 11/Laubach-Schotten gewählt.